# Al-Shahrastani
Tāj al-Dīn Abū al-Fath Muhammad ibn `Abd al-Karīm ash-Shahrastānī (Shahristān, Veliki Horasan, Perzija, 1086. – Shahristān, Veliki Horasan, Perzija, 1153.), poznat i kao Muhamed al-Shahrastānī, bio je utjecajni perzijski povjesničar, historiograf, islamski učenjak, filozof i teolog, koji je najpoznatiji po proučavanju povijesti religija. Njegova su najpoznatija djela:
- Al-Milal wa al-Nihal – djelo u kojem je opisao sve religije i filozofije koje je poznavao
- Nihayat al-aqdam fi 'ilm al-kalam — ovdje su iznijete razne teološke rasprave
- Majlis
- Musara`at al-Falasifa – negativna kritika Avicenine filozofije
- Mafatih al-Asrar wa-masabih al-abrar

Al-Shahrastani je zapisao da je Bog, Alah, jedini Stvoritelj svemira, koji je stvorio svemir podijeljen na dva dijela — duhovni i fizički svijet. O kršćanima je zapisao da su sljedbenici „Krista Isusa, sina Marijinog”, koji je došao nakon Mojsija kao prorok, a o njemu piše u Tori. Isus je dao vid slijepcu i „očistio” gubavca te je njegova proročka misija trajala „tri godine, tri mjeseca i tri dana”.